# Gordon David Strachan
Gordon Strachan OBE fou un destacat futbolista escocès dels anys 80 i 90.

## Biografia
Gordon David Strachan va néixer el 9 de febrer de 1957 a Edimburg. Va tenir una llarga trajectòria al futbol britànic on jugà de migcampista i extrem. Començà la seva trajectòria al Dundee FC on fou el capità més jove. Posteriorment signà amb l'Aberdeen FC, que esdevingué un dels clubs més poderosos del futbol escocès als anys 80, guanyant dues lligues, tres copes, una Recopa d'Europa i una Supercopa continental, sota la direcció tècnica d'Alex Ferguson. El 1984, el Manchester United el fitxà per £500.000. En aquest club començà amb molta força però a poc a poc anà perdent la titularitat i finalment deixà el club per signar pel Leeds United (per £200.000) i acabar la seva trajectòria futbolística al Coventry City FC.
També fou 50 cops internacional amb la selecció de futbol d'Escòcia entre els anys 1980 i 1992, on marcà 5 gols, i membre del Hall of Fame del futbol d'Escòcia. Disputà dos mundials de futbol (1982 i 1986). A finals dels 90 inicià la seva carrera com a entrenador, dirigint el Coventry City, el Southampton FC i el Celtic FC.

## Trajectòria esportiva
Com a jugador
- Dundee FC 1971-1977, 69 partits, 13 gols
- Aberdeen FC 1977-1984, 183 partits, 55 gols
- Manchester United FC 1984-1989, 160 partits, 33 gols
- Leeds United FC 1989-1995, 197 partits, 37 gols
- Coventry City FC 1995-1997 26 partits, 0 gols

Com a entrenador
- Coventry City FC: 1996-2001
- Southampton FC: 2001-2004
- Celtic FC: 2005-Present

## Palmarès
Com a jugador
- 1 Recopa d'Europa de futbol
- 1 Supercopa d'Europa de futbol
- 2 Lliga escocesa de futbol
- 3 Copa escocesa de futbol
- 1 Lliga anglesa de futbol:
- 1 Copa anglesa de futbol
- 1 Charity Shield

Com a entrenador
- 2 Lliga escocesa de futbol
- 1 Copa escocesa de futbol
- 1 Copa de la Lliga escocesa de futbol

## Estadístiques com a entrenador
Fins al 24 de maig de 2007.
| Equip            | Nac. | De                 | A                   | Rècord | Rècord | Rècord | Rècord | Rècord |
| Equip            | Nac. | De                 | A                   | PJ     | PG     | PP     | PE     | %      |
| ---------------- | ---- | ------------------ | ------------------- | ------ | ------ | ------ | ------ | ------ |
| Coventry City FC |      | 5 de novembre 1996 | 10 de setembre 2001 | 215    | 70     | 89     | 56     | 32.55  |
| Southampton FC   |      | 22 d'octubre 2001  | 13 de febrer 2004   | 110    | 39     | 39     | 32     | 35.45  |
| Celtic FC        |      | 25 de maig 2005    | Present             | 103    | 72     | 16     | 15     | 69.90  |